# Академическая гребля на летних Олимпийских играх 1912
Соревнования по академической гребле на летних Олимпийских играх 1912 прошли с 17 по 19 июля. В соревнованиях по академической гребле было разыграно 4 комплекта медалей, участвовали только мужчины.

## Медали

### Общий медальный зачёт
(Жирным выделено самое большое количество медалей в своей категории; принимающая страна также выделена)
| Общее количество медалей |                |        |         |        |       |
| Место                    | Страна         | Золото | Серебро | Бронза | Всего |
| 1                        | Великобритания | 2      | 2       | 0      | 4     |
| 2                        | Германия       | 1      | 0       | 1      | 2     |
| 2                        | Дания          | 1      | 0       | 1      | 2     |
| 3                        | Бельгия        | 0      | 1       | 0      | 1     |
| 3                        | Швеция         | 0      | 1       | 0      | 1     |
| 4                        | Норвегия       | 0      | 0       | 2      | 2     |
| 5                        | Канада         | 0      | 0       | 1      | 1     |
| 5                        | Россия         | 0      | 0       | 1      | 1     |

### Медалисты
| Дисциплина                                                | Золото | Серебро | Бронза |
| Одиночки подробнее                                        | Уильям Киннир Великобритания | Полидор Вейрман Бельгия | Эверард Батлер Канада |
| Одиночки подробнее                                        | Уильям Киннир Великобритания | Полидор Вейрман Бельгия | Хуго-Максимилиан Куузик Россия |
| Четвёрки с рулевым                                        | Германия · Отто Фиккайзен · Альберт Арнхайтер · Рудольф Фиккайзен · Герман Вилькер · Карл Ляйстер                                                             | Великобритания · Джулиус Бересфорд · Карл Вернон · Чарлз Раут · Брюс Логен · Джеффри Карр                                                                       | Дания · Эрик Бисгорд · Петер Расмус Франдсен · Магнус Симонсен · Поул Тюман · Эйгил Клемменсен                                                  |
| Четвёрки с рулевым                                        | Германия · Отто Фиккайзен · Альберт Арнхайтер · Рудольф Фиккайзен · Герман Вилькер · Карл Ляйстер                                                             | Великобритания · Джулиус Бересфорд · Карл Вернон · Чарлз Раут · Брюс Логен · Джеффри Карр                                                                       | Норвегия · Энри Ларсен · Матиас Торстенсен · Теодор Клем · Хаакон Тёнсегер · Эйнар Тёнсегер                                                     |
| Четвёрки с рулевым с внутренними уключинами см. подробнее | Дания Эйлер Аллерт · Кристиан Хансен · Карл Мёллер · Карл Педерсен · Пол Хартманн                                                                             | Швеция Type Русвалль · Вильям Брун-Мёллер · Конрад Брункман · Херман Дальбек · Лео Вилькенс                                                                     | Норвегия Клаус Хойер · Рейдар Холтер · Магнус Херсет · Фритьоф Олстад · Олаф Бьорнстад                                                          |
| Восьмёрки                                                 | Великобритания Сидни Сван · Лесли Уормэлд · Эдгар Бёрджесс · ДугласЭварт Хорсфолл · Ангус Гиллан · Артур Гартон · Алистер Керби · Филип Флеминг · Генри Уэллс | Великобритания Уильям Фисон · Уильям Паркер · Томас Гиллеспи · Бьютфорт Бердекин · Фредерик Питмен · Артур Уиггинс · Роберт Борн · Чарлз Литтлджон · Джон Уокер | Германия Отто Либинг · Макс Брёске · Макс Феттер · Вилли Бартоломе · Фритц Бартоломе · Вернер Ден · Рудольф Райхельт · Ханс Маттие · Курт Рунге |